# Palatul Culturii din Timișoara
Palatul Culturii, cunoscut și ca Opera sau Teatrul Național, este o clădire din Timișoara în care activează mai multe instituții de cultură: Opera Națională Română, Teatrul Național „Mihai Eminescu”, iar din anii '50 și 
Teatrul German de Stat și Teatrul Maghiar de Stat „Csiky Gergely”.
În această clădire, la 31 octombrie 1918 în sala restaurantului Kronprinz Rudolf s-a ținut adunarea în care Aurel Cosma a susținut unirea Banatului cu România. Tot aici, la 20 decembrie 1989 s-a înființat Frontul Democratic Român, iar din balconul spre piață Timișoara a fost declarată liberă de comunism.
Clasificată în lista monumentelor istorice cu codul LMI TM-II-m-A-06118, clădirea formează capul de perspectivă de la nord al Pieței Victoriei. Alături de Domul Romano-Catolic și Catedrala Mitropolitană este unul dintre simbolurile Timișoarei.

## Începuturile teatrului în Timișoara
Începuturile teatrului în Timișoara datează din 1753. Din 1761 reprezentațiile s-au ținut la sediul magistratului rascian, aflată pe locul unde astăzi este clădirea din bd. Gheorghe Lazăr a Liceului „Nikolaus Lenau”, director al teatrului fiind Joseph Hasenhut. Localul avea 155 de locuri la parter, 26 de loji la etajul I, 21 de loji la etajul II și balcon. În 1766 localul a ars și a trebuit refăcut. În urma contopirii în 1781 a instituției magistratului rascian cu cea a magistratului german clădirea a rămas exclusiv teatrului.

## Istoricul clădirii

### Înainte de Primul Război Mondial
Teatrul a fost distrus în urma asediului Timișoarei din 1849 și a fost refăcut în 1852. Deoarece solicitările depășeau capacitatea teatrului, s-a pus problema unui local nou. În acest scop, la inițiativa primarului Károly Küttel, în 1860 s-a înființat Societatea pe Acțiuni pentru Construirea Teatrului, Redoutei și a Hotelului din Timișoara care a început strângerea fondurilor prin vinderea lojilor (cu drept de moștenire) și un împrumut bancar. Noul teatru urma să fie clădit tot în zona intra muros, în actuala locație a Palatului Culturii. Anterior acolo se afla Cazarma Porții Petrovaradinului, numită apoi și Cazarma Grenadierilor. Proiectul pentru teatru a fost întocmit în 1871, de către firma arhitectului Ferdinand Fellner senior⁠(d) din Viena.  Construirea teatrului a început în 1872. În 1873 arh. Ferdinand Fellner s-a asociat cu arh. Hermann Helmer, firma lor supraveghind construcția, efectuată de firma Színház-, Hotel- és Vigadóépítő Rt (română Constructor de Teatre, Hoteluri și Localuri SA), care a fost terminată în 1875.  Cu ocazia vizitei din 7 mai 1872, Franz Iosif a aprobat ca teatrul să poarte numele său. Sala de spectacole avea 900 de locuri, iar în clădire urma să funcționeze și hotelul Kronprinz Rudolf, și sala de dans și festivități Redoute. Tot pe partea străzii Rudolf (azi Alba Iulia) în clădire exista o cafenea, o sală de lectură, o popicărie și un mic club unde se puteau juca cărți. Costul clădirii a fost de 1 440 000 de forinți. Inaugurarea s-a făcut la 22 septembrie 1875 cu piesa Dominația femeilor de Ede Szigligeti.

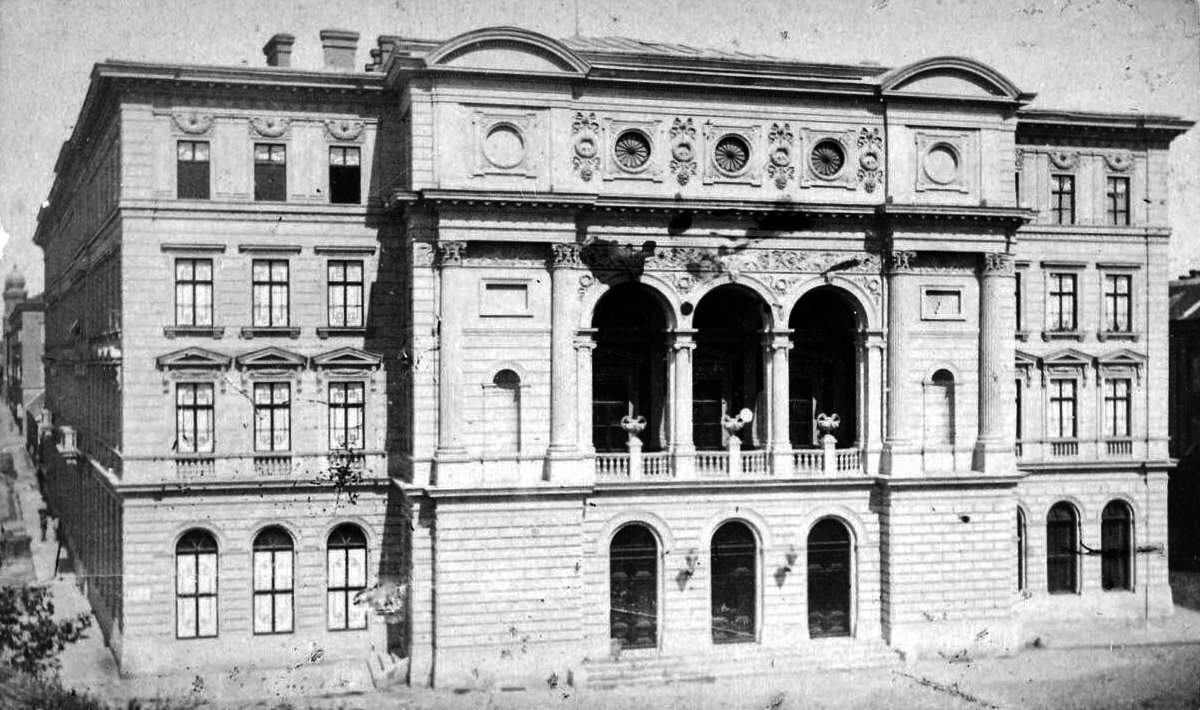
Clădirea teatrului în 1880

În seara zilei de 30 aprilie 1880 a izbucnit un incendiu care a distrus sala de spectacole. S-a putut salva o parte din garderobă, un pian și biblioteca. Societatea pe acțiuni care deținea clădirea era falimentară încă din 1878. Ca urmare, orașul a cumpărat clădirea cu suma de 150 000 de florini și a mai investit 120 000 de florini pentru refacerea teatrului. Acesta a fost refăcut după planurile originale. Redeschiderea teatrului s-a făcut la 12 decembrie 1882. Cu timpul, orașul a răscumpărat și lojile de la proprietari.

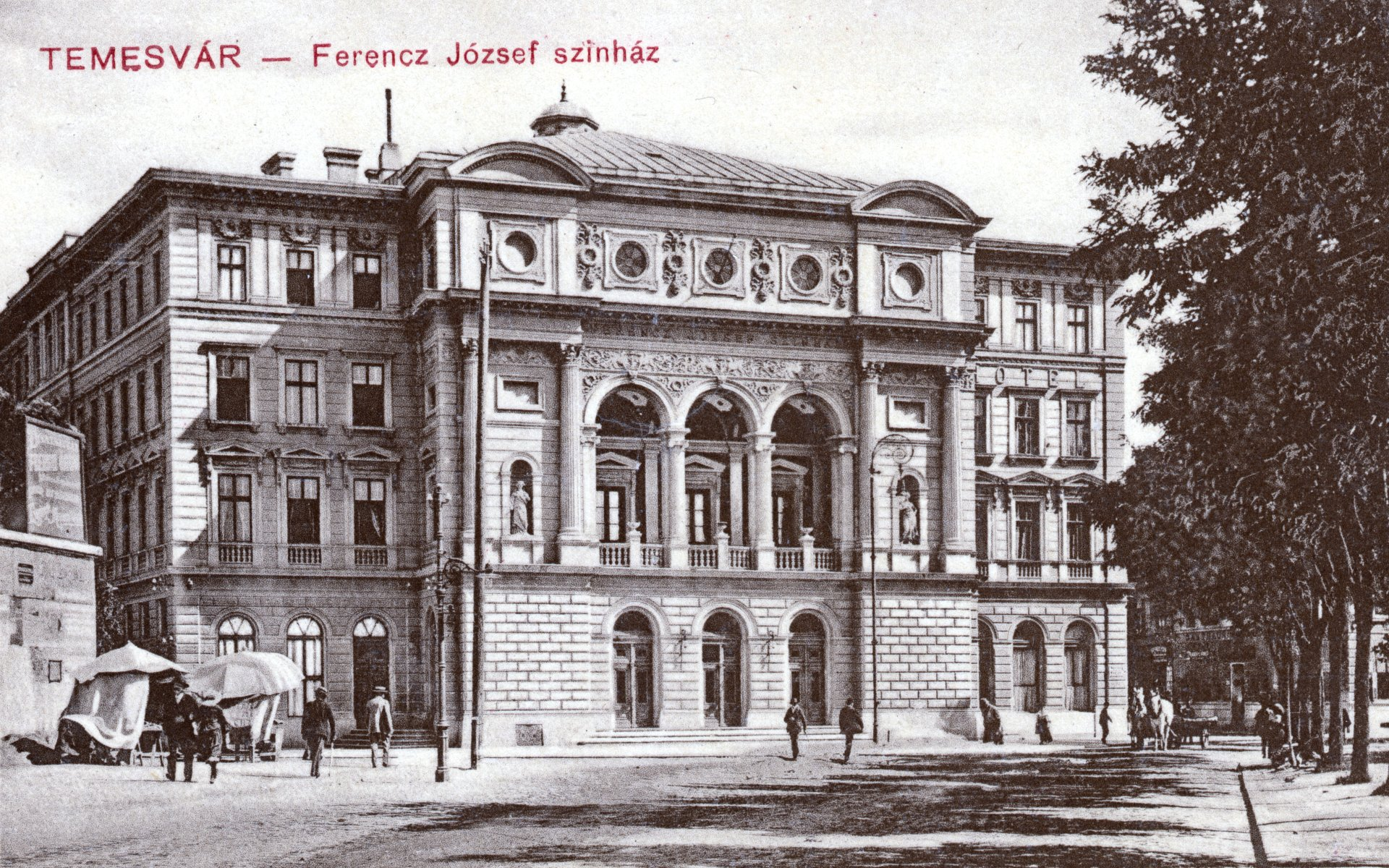
Aspectul teatrului la începutul secolului al XX-lea

Fațada teatrului urma să fie decorată cu patru statui, reprezentând pe Thalia (muza comediei), Melpomene (muza tragediei), Euterpe (muza poeziei lirice) și Terpsihora (muza dansului și a muzicii de cor). Având fiecare c. 900 kg, aproape 3 m înălțime, și trebuind amplasate în nișele aflate la peste 10 m înălțime, n-au mai apucat a fi instalate la inaugurare. Se afirmă că într-un târziu ar fi fost vândute toate patru pentru 200 guldeni lui Mathias Stein, care le-a folosit la decorarea casei sale din Elisabetin, dar două dintre statui apar pe fotografiile ulterioare din 1891.
În 1890 a avut loc o restaurare masivă. S-a refăcut mobilierul interior de către tâmplarul Ferenc Gungl, sala de spectacole a fost aurită de Jenő Sprang iar sculpturile recondiționate de Alajos Heine. S-a schimbat sistemul de încălzire, s-au făcut toalete noi, s-a procurat alt motor electric pentru cortina de fier (parafoc între scenă — care era sursa obișnuită a incendiilor — și sala de spectacole, o inovație în epocă), s-au instalat două bazine de apă noi și s-a reparat acoperișul.

### După Primul Război Mondial
Primul spectacol în limba română pe scena teatrului a avut loc la 7 august 1919, cu piesa „Institutorii” de Otto Ernst⁠(d), jucată de artiști de la Craiova.
La 31 octombrie 1920 a avut loc un alt incendiu, mai puternic decât cel din 1880. Focul a continuat câteva zile înainte de a putea fi stins. Cortina de fier n-a putut fi lăsată, ceea ce a alimentat speculațiile privind un sabotaj. S-au putut salva doar garderoba, biblioteca, două decoruri și, dintre instrumentele muzicale doar două violoncele. Incendiul a distrus corpul central.

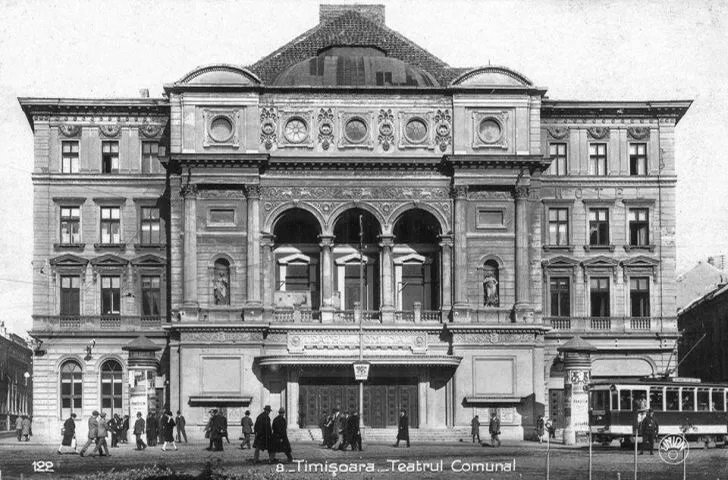
Aspectul fațadei între 1928 și 1935

Datorită dificultățile de după Primul Război Mondial refacerea clădirii a trenat. Refacerea a început la 15 iulie 1923, când arhitectului Duiliu Marcu i-a fost încredințată întocmirea planurilor. Cu ocazia vizitei din 12 noiembrie 1923 regele Ferdinand a pus piatra de temelie a reconstrucției. Pentru refacere, în acel moment Duiliu Marcu nu a modificat esențial fațada clădirii. A fost lărgită intrarea principală prin renunțarea la cele trei uși separate și demolarea stâlpilor dintre ele. Deasupra intrării s-a prevăzut o copertină în consolă. Lateral, pe rezalite, s-au amenajat două vitrine de afișaj. Pe acoperiș s-a prevăzut o semicupolă care acoperea un bazin de beton care conținea apă pentru stingerea incendiilor. Bazinul era separat de sala de spectacole printr-un puternic zid de beton. Pentru sporirea capacității sălii de spectacole, din fostul hotel Kronprinz Rudolf (în acel moment Hotel Ferdinand) s-au luat 23 de camere. În urma reorganizării, numărul de locuri în sala de spectacole a ajuns la 982. Redeschiderea a avut loc la 15 ianuarie 1928 cu spectacolul Trandafirii Roșii de Zaharia Bârsan. Denumirea curentă era Teatrul comunal. Denumirea de Palatul Culturii datează din anii 1930 deoarece clădirea adăpostea în epocă — în afară de teatru — și Muzeul Banatului (între 1937–1951), Academia de Arte Frumoase și Institutul Social Banat-Crișana.

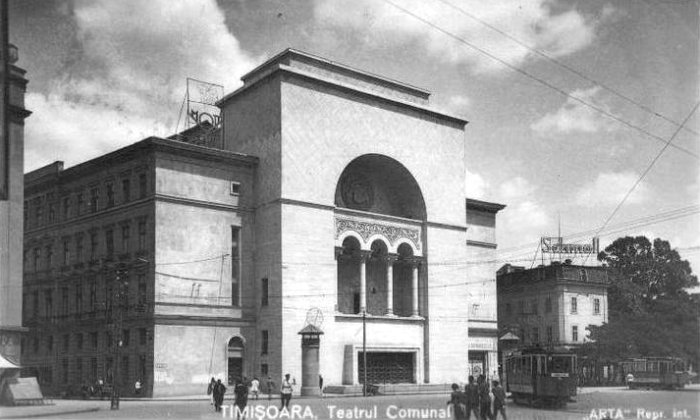
Aspectul fațadei între 1936–2003

La începutul secolului al XX-lea în zonă s-au construit Palatul Lloyd (1910), Palatul Löffler (1912), palatele de pe „Corso” și în special, imediat în dreapta sa, Palatul Băncilor Bănățene (1932). Toate aceste clădiri erau mai înalte decât clădirea teatrului, care era cap de perspectivă al bulevardului Ferdinand, astfel că s-a simțit nevoia actualizării fațadei sale. Sarcina a fost încredințată tot lui Duiliu Marcu, care a înălțat fațada prin plasarea în jurul intrării și a balconului de la etajul I a unui „arc de triumf” placat cu travertin. Pentru a uniformiza stilul fațadei ferestrele de pe părțile laterale ale arcului au fost obturate. Costul modificării a fost de 2,66 milioane de lei.
În anii 1970 pe colțul dintre străzile Mărășești și Victor Vlad Delamarina s-a construit după proiectul arh. Tiberiu Selegian o clădire în stil modern postbelic destinată depozitelor teatrului.
În 2003 suprafețele laterale ale fațadei principale și-au recăpătat aspectul original, proiectul de refacere aparținând arh. Marcela Titz.
În mai 2012 s-a dat în funcțiune în clădire Fabrica de decoruri, cu un spațiu util de 2500 m2.

## Descriere
Stilul în care Fellner și Helmer au conceput clădirea era unul eclectic istoricist, cu elemente clasiciste și neobaroce, stil cunoscut în epocă drept „Renașterea italiană”. Versiunea inițială a fațadei era caracterizată prin intrarea cu trei deschideri cu arce în plin cintru și acoperiș cu pantă redusă. În interior, sala de spectacole oferea circa 900 de locuri și era ornamentată cu cariatide. Plafonul era ornamentat cu patru picturi înscrise fiecare în câte un cerc, realizate de Heinrich Schwemminger din Viena, reprezentând muzele Melpomene, Thalia, Eutherpe și Terpsichora.
După incendiul din 1920, cu excepția ușilor de la intrare fațada a fost refăcută în stilul original. Sala de spectacole a fost lărgită prin recuperarea spațiului celor 23 de camere care aparținuseră Hotelului Ferdinand, oferind 982 de locuri. Interiorul teatrului a fost refăcut integral în stil neoromânesc eclectic cu ornamente neobizantine și Art Déco. Plafonul a fost decorat cu fresce realizate în 1926 de Theodor Kiriakoff-Suruceanu care reproduc personaje din istoria și basmele poporului român.
Între 1934–1936 fațada principală a fost schimbată. Stilul stâlpilor balconului, al capitelurilor și al decorațiilor de deasupra a fost schimbat în stil neoromânesc, iar fațada a primit un aspect monumental, caracteristic epocii, dar care nu se potrivea cu stilul clădirilor din jur, astfel că în epocă au existat numeroase proteste. S-a spus că Duiliu Marcu era un admirator al arhitectului Marcello Piacentini⁠(d), iar fațada ar fi în stil fascist⁠(d), și că ar trebui revenit la fațada din 1928, lucru care parțial s-a întâmplat în 2003, când pe fațadă aspectul corpurilor laterale a fost adus la forma inițială.
Aducerea completă la forma inițială este discutabilă, revoluționarii se opun deoarece se strică imaginea-simbol a revoluției din 1989. S-a propus și ca doar arcul să fie schimbat, balconul rămânând neatins. Totuși, fațada nu poate fi adusă integral la starea din 1928. Se crede că vechea fațadă este intactă sub plăcile de travertin și se speră ca cele două statui de pe fațada inițială să fie descoperite, recuperate și să fie expuse în fața clădirii.
În clădire există trei săli de spectacole. Sala principală, cunoscută drept „Sala Mare” are o capacitate de 722 de locuri: 330 în stal, 107 în loji, 40 la balconul I (în fața lojilor), 160 la balconul II (deasupra lojilor) și 85 la galerie. Dintre acestea se pun în vânzare 686 de locuri, 7 locuri fiind rezervate pentru personal, iar 29 în rezervă. La galerie există spațiu în care se poate sta în picioare, astfel că în proiect capacitatea sălii era de 982 de spectatori. Scena are dimensiunile de 23 x 13 m. Pe loja centrală există un citat din Ovidiu: „Ars ultimam mores animumque effingere poset, pulchrior in terris nulla tabella foret. Si bene quid facias, cito fac; nam si cito factum, gratum erit, ingratum gratia tarda facit. Si vox est, canta; si mollia brachia, salta; et quaqumque potes arte placere, place: Ovidius” (română Dacă arta ar putea înfățișa obiceiurile și sufletul, niciun tablou n-ar fi mai frumos pe pământ. Dacă faci ceva bine, fă iute, căci dacă s-a făcut iute, va fi plăcut; recunoștința târzie produce nemulțumire. Dacă ai voce, cântă; dacă ai membre gingașe, dansează, și prin orice artă, dacă poți produce plăcere, să produci: Ovidiu).
Sala Reduta are o capacitate de 126 de locuri și are instalații de traducere a spectacolelor ținute în limbile maghiară și germană.
Sala Studio „Uțu Strugari” (fostă „Studio 5”) se află la etajul al treilea, și are o capacitate de 50 de locuri.

## Evenimente istorice în clădire
În afara vizitelor celor doi suverani, Franz Joseph și Ferdinand, în clădire au mai avut loc diverse evenimente istorice:
- La 31 octombrie 1918, după ce Otto Roth a declarat în Sala Mare a Cazinoului Militar în fața ofițerilor convocați acolo înființarea Republicii Bănățene și atașamentul pentru noul guvern maghiar, Aurel Cosma a urcat la tribună și a declarat că românii nu se vor conforma directivelor de la Budapesta și a cerut ofițerilor români să părăsească sala. Ei s-au deplasat la restaurantul Kronprinz Rudolf, unde au alcătuit Consiliul Militar Național Român, care urma să militeze pentru unirea Banatului cu România.[44][45]

- În 1940 aici au fost găzduite temporar Teatrul Național și Opera Română din Cluj, refugiate.[39]

- La 20 decembrie 1989 aici s-a înființat Frontul Democratic Român, iar din balconul spre piață Timișoara a fost declarată liberă de comunism.[8][9][14][46]

## Actual
Actual, în clădire activează: Opera Română din Timișoara, Teatrul Național „Mihai Eminescu”, Teatrul Maghiar de Stat „Csiky Gergely” și Teatrul German de Stat. Opera și Teatrul în limba română își organizează spectacolele în Sala Mare, iar teatrele în limba maghiară și germană în sala Reduta.
Clădirea mai găzduiește atelierul-expoziție de urbanism și infocentrul pentru turiști ale Primăriei Municipiului Timișoara, diverse firme comerciale.
în 2019 fațada clădirii a intrat în renovare, clădirea fiind pregătită pentru evenimentele din 2023, când Timișoara este unul din orașele Capitală Europeană a Culturii. Costul renovării a fost estimat la c. 4,66 milioane de lei. Deși este în proprietatea primăriei, aceasta nu dispunea de fondurile necesare unei reabilitări complete a acestei clădiri-simbol.